# Kościół św. Marii Magdaleny w Biskupicach
Kościół świętej Marii Magdaleny w Biskupicach – rzymskokatolicki kościół parafialny należący do parafii pod tym samym wezwaniem (dekanat Bierzgłowo diecezji toruńskiej).
Jest to świątynia kamienna wzniesiona na miejscu gotyckiej w dwóch etapach: w latach 1759-64 zostały wybudowane nawa i wieża oraz w 1789 roku zostało dostawione prezbiterium. Budowla jest jednonawowa z trójbocznie zamkniętym prezbiterium i kwadratową wieżą od strony zachodniej zwieńczoną kopułą. Wnętrze nakrywa sklepienie kolebkowe. Wyposażenie reprezentuje głównie styl barokowy i powstało w XVIII wieku, oprócz tego można wyróżnić m.in.: gotycką granitową kropielnicę umieszczoną przy wejściu głównym do kościoła na trzonie będącym oryginalnie fragmentem gotyckiego XIV-wiecznego portalu, pochodzącego zapewne z bazyliki konkatedralnej Świętej Trójcy w Chełmży.